# Kostel Všech svatých (Humenné)
Kostel Všech svatých je významná sakrální stavba ze 14. století  nacházející se v centru města Humenné na severovýchodě Slovenska. Bývalý františkánský klášter, dnes farní kostel Všech svatých, je nejvýchodněji položená gotická stavba na Slovensku a jedna z nejvýchodnějších v Evropě mimo cihlové gotiky. Jde o Národní kulturní památku Slovenské republiky.
Součástí výzdoby kostela jsou vitrážová okna akademického malíře Mikuláše Klimčáka, rodáka z Humenného. V kostele jsou umístěny i ostatky svatého Bonifáce, které dostal humenský pán Zikmund II. Druget darem od papeže v roce 1677.